# Affaire Si Salah
 (septembre 2019).
L'affaire Si Salah, appelée opération Tilsitt par l'état-major français (voir Traités de Tilsit (1807)), est une tentative de la part du gouvernement du général de Gaulle de négocier une paix séparée avec Si Salah, commandant et chef par intérim de la wilaya IV pendant la guerre d'Algérie.

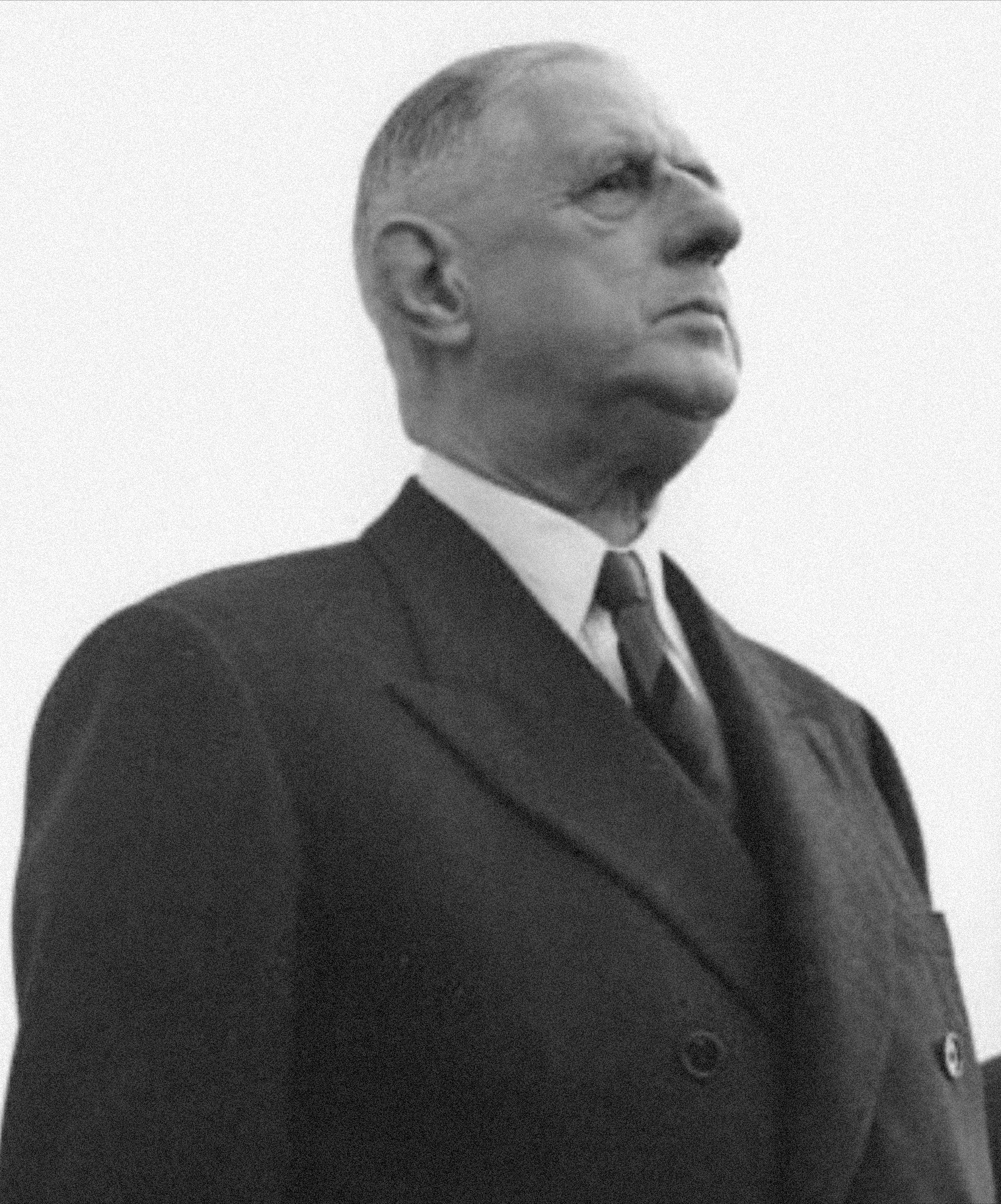
Général de Gaulle

## Contexte
Le 12 décembre 1958, le général Challe prend le commandement militaire en Algérie. Le 6 février de l'année suivante, il lance une première offensive dans l'Oranais, relayée en avril-juin par l'opération « Courroie » (Ouarsenis, Algérois) qui s'attaque à la wilaya IV. Le FLN, éliminé des grandes villes en particulier d'Alger depuis 1957, souffre particulièrement. Le quadrillage systématique du terrain le coupe de la population. 
La wilaya IV, dont les forces ont été déjà entamées par les opérations engagées par le général Massu en novembre 1958 (opération Couronne I) puis le mois suivant (Couronne Il), sort considérablement affaiblie de l'opération Courroie : certaines de ses katibas sont anéanties, les autres sont contraintes de se disperser et elle perd, au total, 40 % de ses effectifs : 2 400 hommes sont mis hors de combat, dont de nombreux officiers, parmi lesquels le culote Si M'hamed, tué le 5 mai 1959. 
Par ailleurs, les combattants de l'ALN nourrissent des griefs à l'égard de leurs dirigeants de l'extérieur, notamment sur des questions d'approvisionnement en armes.
En mai 1959, Si Salah, de son vrai nom Mohamed Zamoum, devient responsable par intérim de la wilaya IV. Si Salah était un ancien militant du MTLD, et l'un des premiers maquisards de Kabylie. Il est secondé par Si Lakhdar et Si Mohammed. Lors d'une réunion du conseil de la wilaya, tenue du 14 janvier au 14 février 1960, ils dressent le constat que « le peuple a trop souffert…. Le peuple est en voie de nous abandonner ».
En mars 1960, le combat militaire semble perdu au conseil de la wilaya IV.
Le 10 juin 1960, à la suite de la proposition du  23 octobre 1958 de la « paix des braves » par le général de Gaulle et refusée par le FLN, Si Salah, décide en tant que responsable d'un maquis de « l'intérieur », d'ouvrir des négociations directes avec les autorités françaises, il se rend secrètement à l'Élysée, et négocie directement avec le général de Gaulle un possible cessez-le-feu.

## Début de l'affaire
Tout avait commencé cinq mois plus tôt. Dans les premiers jours de janvier 1960 les services d'écoute radio du capitaine Heux, chargé, au Bureau d'études et liaison (BEL), des renseignements concernant la wilaya IV avaient intercepté une série de messages échangés par Si Salah et l'état-major général (EMG) d'Oujda commandé par le colonel Boumédiène. Ils étaient singulièrement instructifs. Heux savait que le plan Challe avait fait la vie dure aux survivants de la wilaya, mais il ne pensait pas que le moral fût tombé aussi bas. Dans son message, Si Salah exprimait en termes d'une rare violence le désarroi, le désespoir et la fureur de ses hommes. Le recrutement local était devenu impossible et ni les armes, ni les munitions, ni les renforts promis par l'extérieur n'arrivaient jusqu'au cœur de l'Algérie. En fait, Si Salah « engueulait » littéralement son chef d'état-major. 

« Vous ne foutez rien, vous vous prélassez à l'extérieur. Mais méfiez vous. Les maquis sont las et écœurés. De Gaulle propose la « paix des braves », l'égalité complète pour tous. Nous, c'est ce que nous demandons. L'égalité, c'est le but auquel depuis toujours nous aspirons. Si vous ne nous fournissez pas les moyens de faire la guerre nous acceptons cette proposition. On ne  peut rien demander d'autre. »

L'état-major d'Oujda semblait suffoqué. Croyant à une manœuvre d'intoxication des services français du BEL, il avait demandé la répétition du message accompagné de chiffres d'identification prouvant l'authenticité de l'origine. Si Salah avait donné toutes les précisions voulues et avait envoyé un deuxième message encore plus virulent. 
Heux transmit ces informations à son patron. Le colonel Jacquin avait tout de suite senti que cette fois il y avait un espoir d'aller au-delà d'une simple opération d'intoxication. Jacquin savait la valeur du chef de la wilaya IV. Qu'un homme aussi sérieux, aussi mesuré, aussi estimé de ses troupes que Si Salah prenne de pareils risques et se révolte ouvertement contre ses chefs de l'extérieur valait qu'on s'en occupât sérieusement. Il fallait absolument établir la liaison. Heux fut chargé de la mission. 
Le 15 avril, Si Salah adresse un autre message chiffré à l'état-major général (EMG) d'Oujda :

« Il semble définitivement établi que nous n'entretiendrons entre nous qu'un langage de sourds. Vous avez interrompu radicalement tout acheminement de compagnies et de matériel de guerre depuis 1958. Vous êtes enlisés dans la bureaucratie. Nous ne pouvons plus en aucune manière assister les bras croisés à l'anéantissement progressif de notre chère ALN. »

La décision est alors prise de nouer des contacts avec le gouvernement français pour engager, de leur propre initiative, des pourparlers de paix. Un projet de congrès, réunissant des délégués de toutes les wilayas, est envisagé pour renverser le GPRA et désigner des parlementaires chargés d'amorcer des pourparlers avec les autorités françaises. Si cette perspective est finalement abandonnée, le choix de négocier une paix séparée, sans en référer au GPRA, est maintenu.

## Négociations

### Préalables
À la mi-février 1960, un premier contact est noué avec le colonel Fournier-Foch, par l'intermédiaire du bachaga Boualem. Également approché quelque temps plus tard, le cadi de Médéa informe le procureur général d'Alger, Schmelck, qui en réfère au ministre de la Justice, Edmond Michelet, lequel juge la piste sérieuse. 
Après la phase préalable, destinée à jauger les intentions de l'une et l'autre partie, les responsables de la willaya, les commandants Si Salah, Si Lakhdar et Halim et le capitaine Abdellatif, rencontrent dans le plus grand secret, à quatre reprises les émissaires français, Bernard Tricot, représentant le général de Gaulle, et le colonel Mathon, du cabinet de Michel Debré. 
Le 28 mars, l'entrevue se déroule à la préfecture de Médéa. Lakhdar, Halim et Abdeltiff confirment leur intention de parvenir à un cessez-le-feu. Elle se poursuit le 31 mars. Les Algériens demandent alors à entrer en contact avec Ben Bella pour obtenir sa caution, ce qui leur est refusé. Les huit semaines suivantes, les dirigeants algériens s'emploient à convaincre leurs homologues des autres wilayas de l'opportunité de mettre un terme au combat pour s'acheminer - dans le cadre de cette « paix des braves » - vers l'autodétermination de l'Algérie, proposée par de Gaulle dans son discours du 16 septembre 1959. Le chef de la wilaya III, Mohand Ou el Hadj paraît disposé à emboîter le pas de Si Salah. Mais, prudent, il attend de voir comment la situation évolue avant de s'engager plus avant. Le 31 mai et le 2 juin, cette fois au domicile du cadi de Médéa, Abdelkader Mazighi, deux nouvelles réunions aboutissent à un plan de paix autour de quatre points principaux : 
1. Les combattants déposeront leurs armes dans les gendarmeries « pour gardiennage », selon une formule destinée à sauver leur honneur.
2. Libres de regagner leur village, ils pourront, s'ils le souhaitent s'engager dans les forces de l'ordre ou dans les formations de travailleurs employés à la réalisation de grands travaux d'utilité publique.
3. Les combattants convaincus de crime de sang seront placés sous surveillance ou éloignés en métropole jusqu'à l'arrêt complet des combats, préalable à une amnistie générale.
4. La libération massive des prisonniers et internés du FLN ne pouvant intervenir qu'après un cessez-le-feu général, les responsables de la willaya s'en remettent aux autorités françaises pour élargir ceux qui ne présentent pas de danger pour la sécurité publique.

Pour pousser leurs interlocuteurs à s'engager irrévocablement et pour faciliter leurs démarches auprès des autres wilayas, surtout la III et la VI, les négociateurs français décident, avec son accord, de leur faire rencontrer de Gaulle en personne.

### Une entrevue avec le général de Gaulle
Le 9 juin, Si Salah et ses adjoints, Si Mohamed et Lakhdar, décollent pour Rambouillet à bord d'un SO Bretagne.
Le lendemain, ils sont conduits auprès de De Gaulle. L'entrevue se passe dans une atmosphère courtoise. Selon Bernard Tricot, témoin direct de la scène, « les visiteurs expliquent leur affaire, ils le font brièvement et bien. Le général résume ses propositions publiques sur l'autodétermination. Mais, dit-il, il faut d'abord mettre fin aux combats. Le cessez-le-feu peut être conclu dans des conditions honorables pour chacun. Les combattants rappellent qu'ils ne veulent pas apparaître comme des faux-frères. Ils se rendent bien compte qu'ils ne pourront pas entraîner d'un seul coup toute l'ALN d'Algérie, mais ils voudraient du moins que le cessez-feu partiel soit aussi large que possible. À cette fin, ils désirent pouvoir prendre contact avec la wilaya III en Kabylie, et ils demandent en outre qu'on leur facilite le voyage à Tunis afin qu'ils puissent mettre le GPRA en face de ses responsabilités. » Si Lakhdar qui, selon Gilbert Meynier, semble avoir joué le rôle principal du côté algérien, s'affirme même disposé à créer un « parti nationaliste modéré. » 
De Gaulle accède à la première des demandes, mais il refuse le déplacement en Tunisie « qui présentait pour les intéressés des dangers évidents » et, de nouveau, une rencontre avec Ben Bella, car « à la suite de la visite des chefs FLN à l'Île-d'Aix les autres dirigeants du FLN seraient avertis du projet et prendraient les moyens de le faire échouer. » En revanche, « il se déclare prêt à faire transmettre un message des chefs de la wilaya IV aux dirigeants extérieurs de la rébellion ».
De Gaulle informe ses interlocuteurs de sa décision de renouveler « publiquement son offre de discussion avec le GPRA en vue de permettre l'exercice de l'autodétermination ». L'armée sur le terrain avec le plan Challe et ses succès militaires est sur le point d'obtenir la reddition d'une partie de l'ALN, mais de Gaulle n'en veut pas puisqu'il veut poursuivre les négociations vers l'autodétermination avec le GPRA en exil à Tunis.

### Déclarations de De Gaulle
Le 14 juin, de Gaulle tient un discours dans lequel, après avoir évoqué la « nostalgie » bien compréhensible de certains pour ce qu'était l'Empire français, rappelle « qu'il n'y a pas de politique qui vaille en dehors des réalités » et conclut en lançant un nouvel appel « aux dirigeants de l'insurrection » : 

« Nous les attendons ici pour trouver avec eux une fin honorable aux combats qui se traînent encore [ ... et] accomplir, en union avec la France et dans la coopération des Communautés, la transformation de l'Algérie algérienne en un pays prospère et fraternel. »

### Mise au courant du GPRA
Le 22 juin, le journal Le Monde publie un communiqué du « Commandement FLN de la wilaya IV », daté du lendemain 23 juin : 

« En ces heures cruciales et décisives où se joue l'avenir non seulement de l'Algérie, mais de la France, au moment où pour le sombre drame algérien semble poindre l'éclaircie susceptible de ramener la paix dans les cœurs et les esprits de tous les habitants de notre patrie déchirée, le commandement général de la wilaya IV ordonne à toutes les unités fidaïyounes de cesser toutes activités contre les établissements publics à clientèle essentiellement civile, contre les véhicules et personnes civiles musulmanes et européennes à dater du 15 juin 1960. Cette décision [ ... ] a été prise dans un but d'apaisement, et pour enlever aux organisations extrémistes européennes, tout prétexte de nuire à la bonne marche des négociations franco-algériennes. »

Dès le lendemain, L'Écho d'Alger, rapportant les propos du porte-parole de l'état-major français, le commandant Maire, soulignait combien la décision des chefs de la wilaya IV contrevenaient aux ordres donnés par le GPRA.

### Échec des négociations
Fin mai, des purges commencent dans une partie de la wilaya, surtout dans l'Ouarsenis, à l'initiative du commandant Hassan, Si Mohammed, qui avait emboîté le pas de Si Salah avec réticence, et qui sent, au lendemain de l'entrevue avec De Gaulle, que l'affaire tourne court. 
Hassan décide alors de faire allégeance au GPRA et de reprendre la wilaya en main. Le 14 juillet, il dissout le comité de la wilaya et prend la direction d'un Comité militaire de coopération et d'exécution dont il nomme les membres. Le 22, il fait exécuter Si Lakhdar. Si Salah, de retour de Kabylie, est arrêté et destitué. Appuyé par Bencheriff, enfin parvenu à destination, Si Mohammed liquide Abdelatiff le 11 août et Halim.

### Fin de l'aventure Si Salah
Un an plus tard, Si Salah, convoqué par le GPRA, se rendait en Tunisie, avec une faible escorte. Il sera tué le 20 juillet 1961 sur le chemin dans une embuscade tendue par un commando de chasse de l'armée française à Maillot dans la région de Bouira (entre les wilaya 3 et 4). Ses derniers mots seront : « De Gaulle nous a trahis. C'est lui le responsable de mon sort. »
Si Mohamed, à son tour, le dernier témoin de l'entrevue avec de Gaulle, sera tué le 8 août 1961 à Blida par une unité du 11e choc.  
Tout le reste des témoins algériens de la rencontre du 10 juin 1960 à l’Élysée ont disparu. Les témoins français ont reçu ordre de se taire.
Certains officiers français en voudront beaucoup au général de Gaulle de n'avoir pas su utiliser cette occasion avec Si Salah pour engager des négociations avec les combattants de l'ALN de l'intérieur (et qui s'opposaient au GPRA basé en Tunisie). Cette « affaire Si Salah » sera l'une des causes du putsch contre de Gaulle en avril 1961.